# Quesada (Jaén)
Quesada es una localidad y municipio español de la provincia de Jaén, en la comunidad autónoma de Andalucía. Se ubica en la comarca de Sierra de Cazorla y sus habitantes se llaman quesadenses o quesadeños. Tiene una población de 4952 habitantes (INE 2024).

## Toponimia
El nombre de Quesada viene de las palabras árabes CASA y CHAYDA, estas palabras vienen a significar lugar fértil, lugar bonito. Con las modificaciones fonéticas nos ha llegado como QUESADA.

## Historia
Las evidencias más antiguas sitúan la población de la zona en el III milenio a. C. (pinturas rupestres y restos cerámicos y líticos). La cultura argárica se instala en el II milenio a. C. Constan luchas contra cartagineses y romanos, así como una calzada romana que pasa por el término, así como diversas villas romanas, entre ellas la de Bruñel. Del siglo IV destacan los restos de una basílica paleocristiana. El emplazamiento actual del pueblo se atribuye a los visigodos, por los restos aparecidos. En la época árabe alcanza su mayor dimensión y es conocida por su industria de platos y vasos de madera. La primera conquista cristiana sucede en 1157, con Alfonso VII, pasando después varias veces de manos cristianas a árabes y viceversa. En 1310 es recuperada, definitivamente, por Fernando IV y, en 1331, pasa a formar parte del Adelantamiento de Cazorla, pasando a Úbeda, cedida por Alfonso XI. En 1750, hay 800 vecinos, dedicados, sobre todo, a la agricultura y ganadería. En 1857, Quesada tenía 5473 habitantes. El pueblo de Larva se emancipó de Quesada en 1812 y se unió a Cabra de Santo Cristo. Huesa, Arroyomolinos, Ceal y Tarahal se separaron de Quesada en 1847 y constituyeron un nuevo Ayuntamiento, cuya capital era Huesa (Poyatos). En el siglo XIX, Isabel II le concede el título de ciudad.
El domingo 5 de julio de 2015, se inició un incendio forestal en el término municipal de Quesada, extendiéndose por los municipios colindantes. Quedó extinguido el 29 de julio después de veinticinco días. Fue uno de los incendios forestales con mayor superficie quemada de España.

## Geografía
Tiene una extensión de 328,7 km² y 5209 habitantes según el padrón de 2019, aunque su población ha ido disminuyendo paulatinamente en la última mitad del siglo XX (en 1950 estaban empadronados 12 224 quesadeños).
Las partes este y sur de su término municipal forman parte del parque natural de la Sierra de Cazorla, Segura y Las Villas. El nacimiento del río Guadalquivir se encuentra en su término municipal, en la Cañada de las Fuentes.

## Demografía
Cuenta con una población de 4952 habitantes (INE 2024).
| Gráfica de evolución demográfica de Quesada entre 1842 y 2021 |
| |
| Población de derecho según los censos de población del INE Población de hecho según los censos de población del INEEntre el censo de 1857 y el anterior, disminuye el término del municipio porque independiza a 23045 (Huesa) y transfiere 23054 (Larva) antes de ser municipio a 23017 (Cabra de Santo Cristo) |

El municipio consta del pueblo de Quesada (capital) y de las aldeas de Belerda, Don Pedro, Collejares, Los Rosales y Tíscar, además del cortijo El Cortijuelo.

## Organización político-administrativa

### Elecciones municipales
| Elecciones municipales desde 1979                      |      |      |      |      |      |      |      |      |      |      |      |      |
|                                                        | 1979 | 1983 | 1987 | 1991 | 1995 | 1999 | 2003 | 2007 | 2011 | 2015 | 2019 | 2023 |
| AP/PP                                                  | -    | 4    | 6    | 4    | 6    | 4    | 4    | 4    | 4    | 5    | 5    | 8    |
| PSOE                                                   | 7    | 9    | 7    | 8    | 5    | 8    | 8    | 8    | 8    | 8    | 8    | 5    |
| PCE/IU                                                 | 1    | 0    | 0    | 1    | 1    | 0    | 1    | 1    | 1    | 0    | -    | -    |
| UCD                                                    | 9    | -    | -    | -    | -    | -    | -    | -    | -    | -    | -    | -    |
| PA                                                     | -    | -    | -    | 0    | 1    | 1    | -    | -    | -    | -    | -    | -    |
| En negrilla el partido más votado                      |      |      |      |      |      |      |      |      |      |      |      |      |
| Fuente: Datos de las elecciones municipales desde 1979 |      |      |      |      |      |      |      |      |      |      |      |      |

### Alcaldía
| Periodo   | Nombre                                                    | Partido                           |
| --------- | --------------------------------------------------------- | --------------------------------- |
| 1979-1983 | José Antonio Martín Heredia 1981: Manuel Jiménez Martínez |                                   |
| 1983-1987 | Francisco Zamora Ceballos                                 |                                   |
| 1987-1991 | Francisco Zamora Ceballos                                 |                                   |
| 1991-1995 | Francisco Zamora Ceballos                                 |                                   |
| 1995-1999 | Hilario Segura Montiel                                    | Logo del PP desde 1993 hasta 2001 |
| 1999-2003 | Manuel Vallejo Laso                                       |                                   |
| 2003-2007 | Manuel Vallejo Laso                                       |                                   |
| 2007-2011 | Manuel Vallejo Laso                                       |                                   |
| 2011-2015 | Manuel Vallejo Laso                                       |                                   |
| 2015-2019 | Manuel Vallejo Laso                                       |                                   |
| 2019-2023 | Manuel Vallejo Laso 2021: José Luis Vílchez Molina        |                                   |
| 2023-act. | Yolanda Marcos Alcalá                                     |                                   |

## Patrimonio arquitectónico
- Santuario de la Virgen de Tíscar.

- Iglesia de San Pedro y San Pablo.

Del siglo XV, construida, según dice la tradición, sobre los restos de una mezquita, si bien se apoya sobre los restos de un alcázar. De cruz latina con tres naves. Bóveda cubierta de lunetos. Cúpula decorada con motivos neoclásicos. Torre y capilla son los elementos más antiguos. La capilla contiene restos de la construcción gótica del siglo XV.
- Arco de los Santos.

En la Edad Media se conocía como Puerta de los Santos. Más tarde se la llamó Puerta de la Horca. Actualmente se la conoce como Arco de los Santos o del Señor, al estar decorada con un cuadro del Santo Rostro de Jaén. Es una puerta estrecha que daba entrada al recinto amurallado. Siglo XIV. El exterior muestra un arco apuntado de cantería, con dovelas y salmeres, cuya jamba derecha es una estela funeraria romana del siglo III d. C. reutilizada. El epitafio de esta estela dice:

A Caia Rufina, sacerdotisa, su hijo Caio Rufino le dedicó este epitafio. Murió a los 21 años. Aquí está enterrada. Séate la tierra ligera.

En la parte interior presenta un arco de medio punto de ladrillo, con bóveda de medio cañón. La leyenda cuenta que la reina Isabel la Católica pernoctó, en 1489, en la calle a la que se accede por esta puerta. Además de este arco, se conservan restos de murallas árabes y cristianas (siglos XI al XIV) en el casco antiguo del pueblo.
- Callejuelas peatonales embellecidas.

En el casco antiguo, son calles estrechas, bien conservadas y embellecidas con plantas y flores.
- Villa romana de Bruñel.

- Atalaya del Infante Don Enrique.

|                              |
| Panorámica desde la muralla. |

|                                  |
| Mosaico. Villa romana de Bruñel. |

|                   |
| Puerto de Tíscar. |

## Economía
En la agricultura domina el olivar. Su cooperativa aceitunera (La Bética Aceitera) forma parte de la denominación de origen "Sierra de Cazorla".
El cultivo de cereal es ahora residual, pues se ha ido substituyendo por olivar.

### Evolución de la deuda viva municipal
El concepto de deuda viva contempla sólo las deudas con cajas y bancos relativas a créditos financieros, valores de renta fija y préstamos o créditos transferidos a terceros, excluyéndose, por tanto, la deuda comercial.
| Gráfica de evolución de la deuda viva del Ayuntamiento de Quesada entre 2008 y 2023                |
| |
| Deuda viva del Ayuntamiento de Quesada, en miles de euros, según datos del Ministerio de Hacienda. |

## Turismo

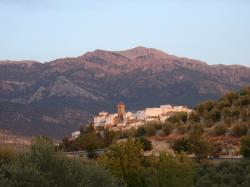
Quesada al atardecer

En su término municipal se encuentran cuevas con arte rupestre, aunque no sean visitables, así como los restos de una necrópolis de la Edad del Bronce.
También están las ruinas de la Villa romana de Bruñel, que conserva algunos mosaicos; el más espectacular es el dedicado a la diosa Thetis (otros están expuestos en el Museo Provincial de Jaén); se pueden visitar, junto a lo que puede ser una basílica paleocristiana.
De época más reciente es la Atalaya del Infante Don Enrique, del año 1300 aproximadamente, situada en lo alto del puerto de Tíscar, que se puede visitar y desde cuya cima se domina un amplio paisaje.
El castillo de Tíscar, el cual apenas conserva una torre en buen estado, se encuentra junto a la Cueva del Agua, verdadero monumento natural que cuenta con una impresionante cascada en su interior (salvo en épocas de sequía). La leyenda sitúa en esta cueva la aparición de la Virgen de Tíscar, patrona de Quesada, al rey de Tíscar, Mohamed Abdón, en el siglo XIV. A los pies del castillo, en una meseta, se levanta el santuario de la Virgen de Tíscar. Conserva la primitiva puerta de estilo gótico del siglo XIV. Su interior es extraordinariamente bello,[cita requerida] con un altar realizado en terracota pintada obra de los artistas jiennenses Orea y Baños y de estilo neorrománico. Encontramos también ricas puertas de taracea granadina del siglo XVII, así como lámparas votivas del siglo XVIII. Conserva buenas pinturas de distintas épocas de grandes maestros. En la plaza del santuario y en una losa de piedra están esculpidos los versos de Antonio Machado dedicados a la Virgen de Tíscar y a la sierra de Quesada. A su vez constituyó un homenaje al poeta sevillano que el pueblo de Quesada le honró en el año 1957. Desde el santuario, en dirección a la sierra podemos, visitar el nacimiento del río Guadalquivir en plena sierra de Quesada dentro de su término municipal.

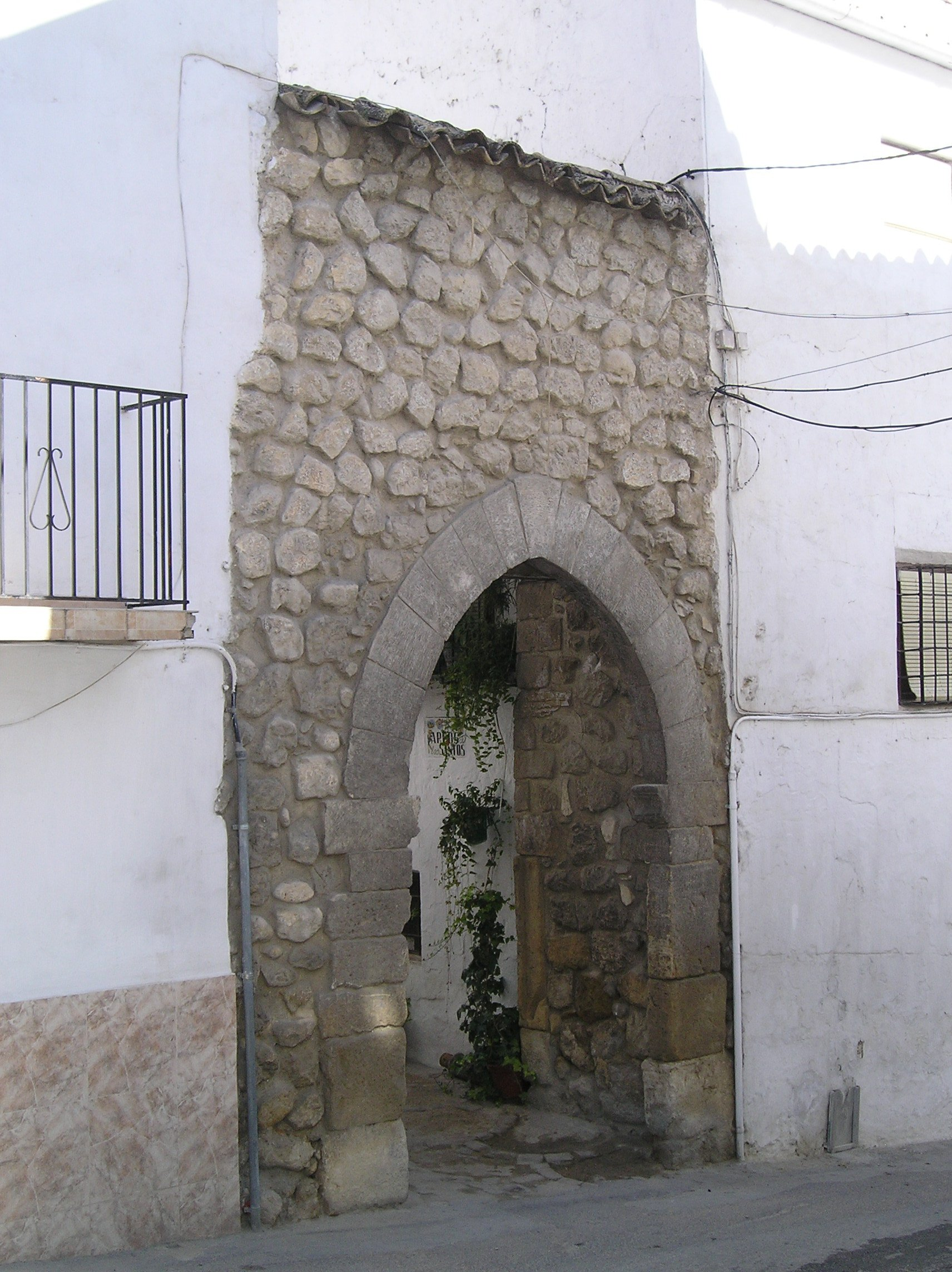
Arco de los Santos

El casco urbano cuenta con restos romanos, visigodos y árabes. Entre estos monumentos cabe destacar el Arco de los Santos.
En la avenida de Almería se ubica el Museo Zabaleta, inaugurado en 1963 y trasladado a una nueva sede en 2008. Alberga cuadros de Rafael Zabaleta y sus amigos, como, entre otros, Picasso, Miró, Manolo Hugué, Solana, Canogar, ... Completan el Museo las donaciones de Cesáreo Rodríguez-Aguilera y Ángeles Dueñas. Se conservan pinturas de todas las épocas del pintor, de una forma cronológica, que fueron donadas por los herederos de Zabaleta al pueblo de Quesada.
Actualmente, y desde el 28 de marzo de 2015, acoge el Museo Miguel Hernández y su esposa Josefina Manresa.

## Fiestas

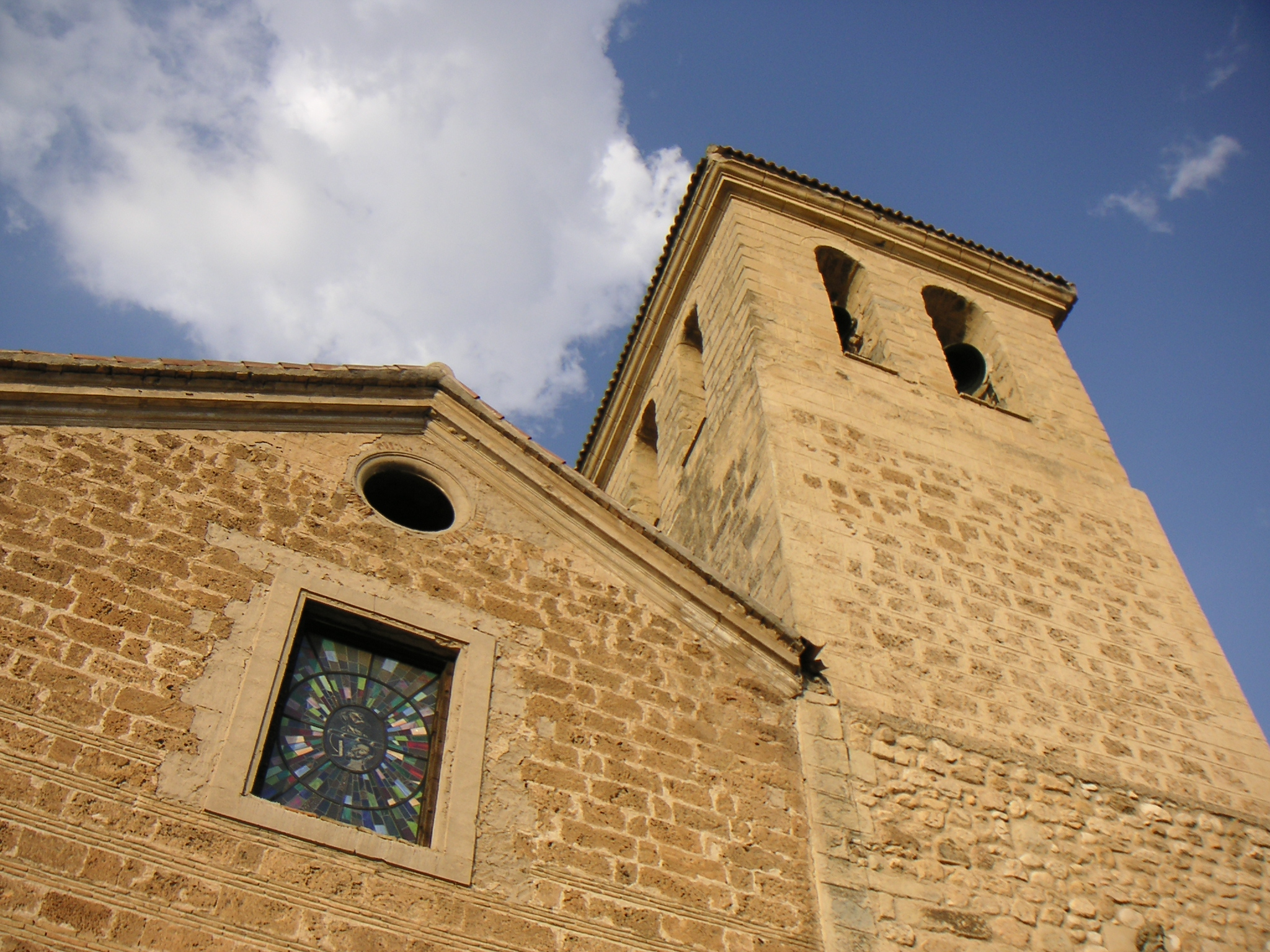
Iglesia de San Pedro y San Pablo, en la plaza de la Lonja

Las dos fiestas más importantes se dan en agosto y en mayo.
Las fiestas de verano son del 23 al 28 de agosto. En el amanecer del día 29, se sube a la Virgen de Tíscar desde el pueblo al santuario (sito a 14 kilómetros). Antiguamente el camino se hacía a pie, ahora se va en procesión hasta la cruz del Humilladero que hay a la salida del pueblo, donde los quesadeños y gentes de la comarca dan una emotiva despedida a la Madre de Dios y a su Hijo Santísimo. A partir de ahí el traslado continúa en un vehículo.
Por otra parte, el primer sábado de mayo, se hace una romería para traer a la Virgen de Tíscar de vuelta al pueblo. Es conocida como el día de "la traída de la Virgen"[cita requerida]. La Virgen atraviesa el pueblo hacia la iglesia donde permanecerá hasta finales de agosto. Durante el trayecto, los quesadeños lanzan loas y pétalos de rosas y en el manto de la virgen clavan con alfileres billetes de cincuenta o cien euros a su patrona. Del 19 al 21 de enero, se celebra la fiesta de San Sebastián, patrón de Quesada con sus típicos abanderados y tamborileros,[cita requerida] además de las lumbres por los puntos más emblemáticos del pueblo.
En el anejo de Belerda se celebra la Fiesta de los Cargos o Fiesta del Dios Chico, una tradición que se remonta al siglo XVI con reminiscencias de fiesta de moros y cristianos; actualmente las vestimentas que llevan los cargos son antiguos uniformes de la época decimonónica. La fiesta se inicia el 25 de diciembre. Los cinco "Cargos", primer y segundo capitán, el abanderado, el guinche y el cargo chico, acompañados por el tamborilero y una entusiasta comitiva, parten el día 26 hacia el Santuario de Tíscar donde se procesiona[cita requerida] la imagen de la Virgen. Durante el regreso, de cortijada en cortijada, los sabrosos productos de la matanza y el buen vino reciben a la comitiva. El día 27, con la renovación de los "Cargos" del año venidero, finaliza esta peculiar fiesta.

## Gastronomía
Es una cocina de sierra y por tanto contundente. El plato más singular[cita requerida] son los talarines, pariente próximo del gazpacho manchego y de los andrajos, consistente en un guiso de carne, verduras y setas en el que se cuecen obleas de masa que quedan hechas pedazos (de ahí el nombre de andrajos).
También se preparan pipirrana, migas, gachas, ajoharina, gachurreno, etc.
Algunos dulces típicos quesadeños son: pan de higo, papajotes, gachillas dulces, floretas, borrachuelos, roscos de baño.